# Leuze-en-Hainaut
Leuze-en-Hainaut ist eine Gemeinde in der Provinz Hennegau im wallonischen Teil Belgiens.

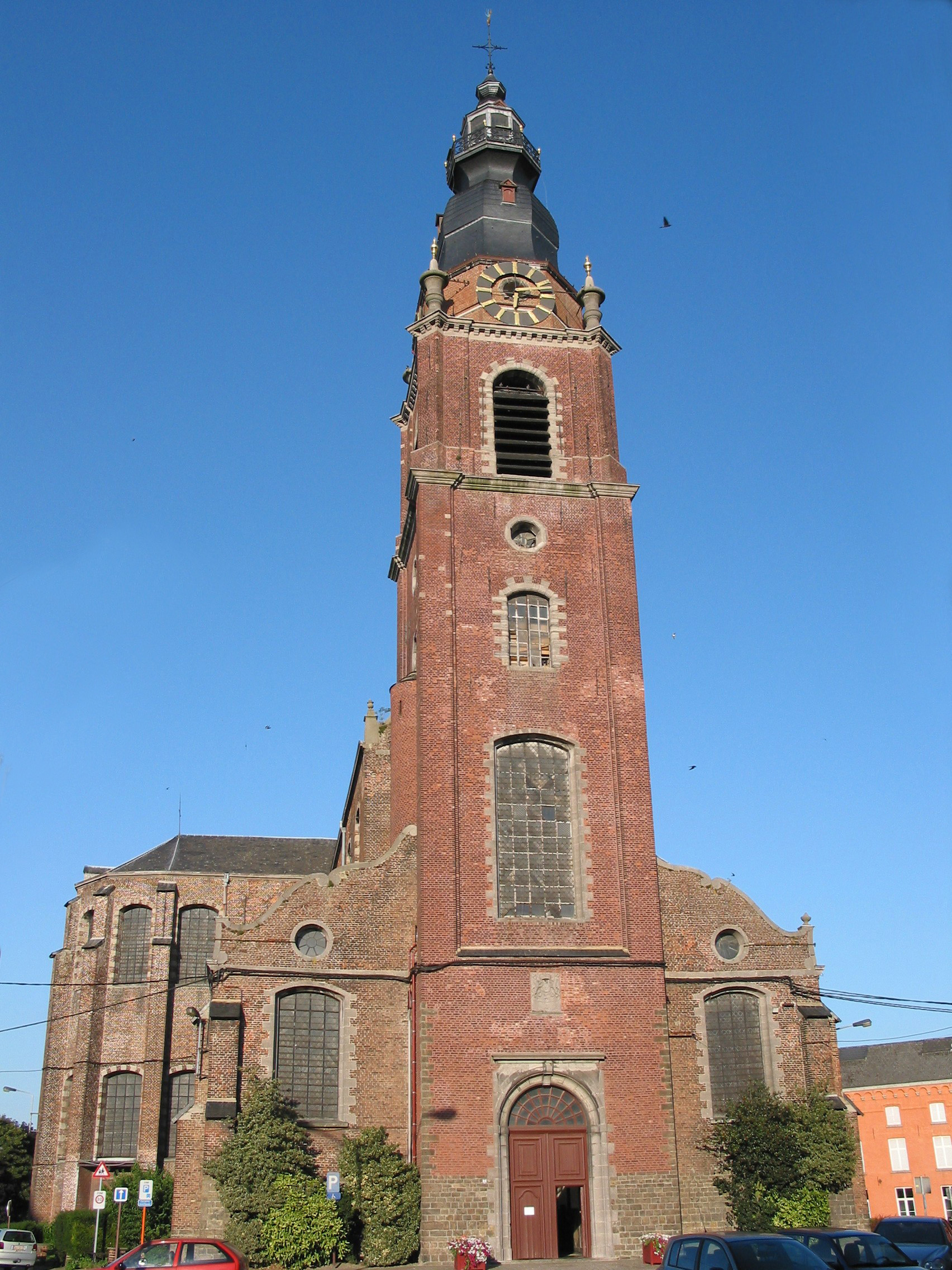
Stiftskirche Saint-Pierre.

## Gliederung
Die Gemeinde besteht aus den Ortschaften Leuze-en-Hainaut, Blicquy, Chapelle-à-Oie, Chapelle-à-Wattines, Grandmetz, Theuilain, Gallaix, Pipaix, Tourpes und Willaupuis.

## Gemeindepartnerschaften
- Loudun (Frankreich), seit 1961
- Ouagadougou (Burkina Faso), seit 1966
- Carencro (USA), seit 1993

## Sehenswürdigkeiten
Die Gemeinde ist Standort des Musée Communal de l’Automobile Mahymobiles.

## Persönlichkeiten
Söhne und Töchter der Gemeinde
- Thierry Marichal (* 1973), Radrennfahrer

Personen, die in Verbindung mit dem Ort stehen
- Philippe Augustin Hennequin (1762–1833), französischer Maler, starb in Leuze-en-Hainaut.